# 晴天霹靂
《晴天霹靂》（英語：A Shock to the System）是一部1990年美國黑色喜劇電影，改編自賽門·布雷特的1984年小說《系統震撼》。電影由揚·埃格森執導，安德魯·克拉凡編劇，米高·肯恩、伊麗莎白·麥高文、彼得·瑞格特、斯伍茜·库尔茨、威爾·派頓和珍妮·萊特主演。劇情講述當經驗豐富的廣告主管不給予一名年輕人晉升機會時，一場地鐵事故意外因他而起，他因此開始報復幕後任何可能害自己的人，其中包括結婚已久的妻子。
該片1990年3月23日上映，獲得影評人的普遍正面評價。

## 演員
- 米高·肯恩飾演葛拉罕·馬歇爾
- 伊麗莎白·麥高文飾演史黛拉·韓德森
- 彼得·瑞格特飾演鮑勃·班漢姆
- 斯伍茜·库尔茨飾演萊絲莉·馬歇爾
- 威爾·派頓飾演萊克中尉
- 珍妮·萊特飾演梅蘭妮·歐康納
- 約翰·麥克馬丁飾演喬治·布魯斯特
- 約翰·芬飾演摩托車手
- 薩克·格雷尼爾飾演行政人員#2
- 山繆·傑克森飾演尤利西斯

## 反響
《晴天霹靂》在爛番茄上，基於31條影評，新鮮度達68%，平均評分為6.5／10；該網站共識：「《晴天霹靂》受惠於米高·肯恩富有層次的表演，可謂在殘酷的現代商業世界中發掘出黑色喜劇。」在Metacritic上，電影基於19位評論家，得分69（滿分100），象徵「普遍好評」。

## 外部連結
- 互联网电影数据库（IMDb）上《晴天霹靂》的资料（英文）
- 爛番茄上《晴天霹靂》的資料（英文）
- Box Office Mojo上《晴天霹靂》的資料（英文）